# Municipio de Blaine (condado de Cuming)
El municipio de Blaine (en inglés: Blaine Township) es un municipio ubicado en el condado de Cuming en el estado estadounidense de Nebraska. En el año 2010 tenía una población de 171 habitantes y una densidad poblacional de 1,84 personas por km².

## Geografía
El municipio de Blaine se encuentra ubicado en las coordenadas 42°2′25″N 96°57′59″O / 42.04028, -96.96639. Según la Oficina del Censo de los Estados Unidos, el municipio tiene una superficie total de 92.99 km², de la cual 92,89 km² corresponden a tierra firme y (0,11 %) 0,1 km² es agua.

## Demografía
Según el censo de 2010, había 171 personas residiendo en el municipio de Blaine. La densidad de población era de 1,84 hab./km². De los 171 habitantes, el municipio de Blaine estaba compuesto por el 95,91 % blancos, el 2,92 % eran de otras razas y el 1,17 % eran de una mezcla de razas. Del total de la población el 6,43 % eran hispanos o latinos de cualquier raza.